# Asteriscium argentinum
Asteriscium argentinum là một loài thực vật có hoa trong họ Hoa tán. Loài này được Chodat & Wilczek mô tả khoa học đầu tiên năm 1902.